# 막스 O. 로렌츠
막스 오토 로렌츠(Max Otto Lorenz, 1876년 9월 19일 – 1959년 7월 1일)는 학부 에세이에서 로렌츠 곡선을 개발한 미국의 경제학자였다. 그는 위스콘신 대학교 매디슨에서 박사 과정 학생일 때 이에 대한 논문을 발표했다. 그의 박사 학위 논문(1906년)은 '철도 요금의 경제 이론'에 관한 것이었으며, 그의 가장 유명한 논문일지도 모르는 것에 대한 언급은 없었다. 로렌츠가 고안한 측정법인 "로렌츠 곡선"이라는 용어는 윌포드 I. 킹이 1912년에 만들었다.
그는 독일계였으며, 그의 아버지는 1841년 프로이센 왕국 라인 주의 에센에서 태어났다.
그는 출판 및 교육 활동을 모두 활발히 했으며, 여러 차례 미국 인구조사국, 미국 철도 경제국, 미국 통계국 및 미국 주간 통상 위원회에 고용되었다. 1917년에는 미국 통계학회의 석학회원으로 선출되었다.
넬리와 결혼하여 세 아들을 두었다.